# 金澤良
金澤 良（かなざわ りょう、1981年7月13日 - ）は、日本の元ラグビー選手。　

## プロフィール
- 大阪府出身。
- ポジションはセンター(CTB)。
- 身長 174cm、体重 86kg。
- 日本代表キャップは3。

## 経歴
大阪工大高校を経て法政大学でプレー。
大学卒業後はリコーブラックラムズに入団した。
2010年のアラビアンガルフ戦で日本代表初キャップを獲得。初キャップ試合ではトライも決める活躍。7人制での代表招集歴もある。
2012年にNTTドコモレッドハリケーンズに移籍し、2014年に現役を引退した。
小柄ながら相手を恐れない強烈なタックルを武器とする。